# La Reine Margot
Pour les articles homonymes, voir La Reine Margot (homonymie).
La Reine Margot est un roman écrit par Alexandre Dumas. Sorti en 1845, il a été publié initialement dans le quotidien La Presse en roman-feuilleton entre le 25 décembre 1844 et le 5 avril 1845. Alexandre Dumas en a tiré un drame du même nom, représenté en 1847. Deux romans font suite à La Reine Margot : La Dame de Monsoreau et Les Quarante-cinq, formant ainsi ce qu'on appelle parfois la « trilogie des Valois ».

## Contexte historique
L'action du roman se déroule entre le mariage de  Marguerite de Valois avec Henri de Navarre, futur Henri IV, en 1572 et la mort de Charles IX de France en 1574.
Alexandre Dumas y met en scène les intrigues de cour, l'assassinat de l'amiral de Coligny, le massacre de la Saint-Barthélemy, l'idylle inventée entre la reine de Navarre et le comte de la Môle ainsi que la pratique de la torture judiciaire à la Renaissance. Il fait de Catherine de Médicis une figure inquiétante, qui se sert de son astrologue et parfumeur florentin René Bianchi pour faire assassiner ses ennemis. Le roman met aussi en scène la conspiration visant à rendre la Navarre à son roi.

## Résumé
On marie Marguerite de Valois à Henri de Navarre dans le but politique d'établir la paix entre protestants et catholiques dans une époque secouée par les guerres de Religion. Le mariage de la sœur de Charles IX est l'occasion de grandes fêtes en France et notamment à Paris où le peuple est en liesse.
À cette occasion, le roi de Navarre et l'amiral de Coligny ont réuni autour d'eux tous les grands chefs huguenots et croient la paix possible.
Cependant, on a marié deux êtres qui ne s'aiment pas, et l'on observe dès le début du roman que les nouveaux mariés ont chacun d'autres liaisons. Si la nuit de noces n'est pas l'occasion de la consommation de ce mariage, elle est le témoin de l'alliance politique d'un roi et d'une reine, qui sont unis par la même ambition de pouvoir.
La fidélité politique de Marguerite envers son époux est vite prouvée puisqu'elle plaide pour sa vie lors du massacre de la Saint-Barthélemy pendant lequel Charles IX fait tuer les grands chefs protestants à l'exception des princes de sang : le prince de Condé et le roi de Navarre.

### Dénouement
Cependant, l'horrible massacre est aussi pour Margot l'occasion de rencontrer le comte Joseph Boniface de La Môle, seigneur protestant venu à Paris pour proposer ses services à Henri de Navarre. Ils ont une liaison, mais la santé du roi Charles IX se dégrade, et on pense à un complot (la conjuration des Malcontents). Puisqu'il faut des coupables, l'amant de Marguerite est arrêté, torturé et exécuté.

## Sources du roman
Les sources primaires principales dont disposait Dumas pour servir à l'histoire de la reine Margot étaient : 
- Discours sur Marguerite de Valois, dans La Vie des dames illustres (1590-1600), Brantôme[2] ;
- Les Mémoires de la Reine Marguerite, œuvre parue à la fin des années 1620 et rééditée à de nombreuses reprises[3] ;
- Le Divorce Satyrique de la Reyne Marguerite (1663) repris dans les Mémoires d'Agrippa d'Aubigné[3] ;
- La Reine Marguerite, Historiettes, Gédéon Tallemant des Réaux (vers 1659).

## Postérité
Le roman a contribué à renforcer la légende noire de Catherine de Médicis et la réputation de légèreté de la reine Margot.

## Adaptations
- Dumas a lui-même adapté son roman pour le théâtre, en collaboration avec Auguste Maquet, avec Étienne Mélingue (Henri de Navarre), Marguerite Lacressonnière (Marguerite), Philibert Rouvière (Charles IX). Le drame La Reine Margot, en cinq actes et treize tableaux, a été représenté pour la première fois à l'occasion de l'ouverture du Théâtre historique, théâtre de Dumas (devenu l'actuel théâtre de la Ville), le 20 février 1847. La pièce durait 9 h.
- Le roman a été porté plusieurs fois à l'écran :
  - par Camille de Morlhon en 1910 (La Reine Margot) ;
  - par Henri Desfontaines en 1914 (La Reine Margot) ;
  - par Jean Dréville en 1954 (La Reine Margot) ;
  - par Patrice Chéreau, La Reine Margot, en 1994, dont une source importante est également la pièce du dramaturge anglais Christopher Marlowe, Massacre at Paris (1593).
  - par Alexandre Mouratov, Koroleva Margo en 1996, série télévisée russe.
- Adapté et mis en scène par Stephen Shank, La Reine Margot a été présenté dans les ruines de l'abbaye de Villers-la-Ville, dans le cadre de l'été théâtral de Villers-la-Ville.
- Il a été adapté en bande dessinée par :
  - Henri Filippini et Robert Hugues (éditions ANGE) ;
  - Olivier Cadic, François Gheysens et Juliette Derenne (éditions Théloma et « Chapeau bas »).

## Liste de personnages historiques cités par Dumas
- Annibal de Coconas
- Catherine de Médicis
- Charles Danowitz
- Charles de Lorraine
- Charles IX de France
- Claude de France
- René Bianchi
- François de France
- Henri Ier de Guise
- Gaspard II de Coligny
- Henri III de France
- Henri IV de France
- Henriette de Nevers
- Joseph Boniface de La Môle
- Isaac de Vaudrey, baron de Mouy
- Charlotte de Sauve